# Rovca
Rovca (cyr. Ровца) – wieś w Czarnogórze, w gminie Berane. W 2011 roku liczyła 95 mieszkańców.